# Großer Brückentinsee
Der  Große Brückentinsee, auch nur Brückentinsee oder Brückentiner See ist ein natürlicher See im Verlauf des Mühlenfließes (GKZ 5811878), das in Brandenburg Thymenfließ genannt wird und im Thymensee in den Havelzufluss Hegensteinfließ (GKZ 58118) mündet. Er liegt im Naturpark Feldberger Seenlandschaft im Landkreis Mecklenburgische Seenplatte in Südostmecklenburg an der Grenze zu Brandenburg, die an seinem Südufer verläuft.

## Gewässernetz
Das Mühlenfließ erreicht den Großen Brückentinsee aus dem ostnordöstlich gelegenen Linowsee und verlässt ihn nach Westen zum Dabelowsee. In die südöstliche Bucht (östlich der Herzinsel) mündet der aus Osten kommende Schulzenseegraben (GKZ 581187854), der Wasser aus dem Schulzensee bei Rutenberg, dem Großen und dem Kleinen Köllnsee sowie dem Kleinen Brückentinsee zuführt.

## Beschreibung
Der namensgebende Ortsteil Brückentin von Wokuhl-Dabelow befindet sich etwas westlich des Sees. Das Gewässer hat eine maximale Länge von 2273 Metern und eine maximale Breite von 804 Metern und wird durch eine Flachstelle mit einer sechs Hektar großen Insel in ein Nord(ost)- und ein Süd(west)becken geteilt. Die Insel ist aufgrund ihrer Form im Volksmund unter dem Namen „Herzinsel“ bekannt.
Die tiefste Stelle des Sees befindet sich im Nordbecken, wobei das Südbecken auch über zwanzig Meter tief ist. Das Seeufer ist fast komplett bewaldet. Über eine frei zugängliche Walddurchfahrt bei der Ortschaft Neubrück ist die einzige öffentliche Badestelle des Sees zu erreichen.

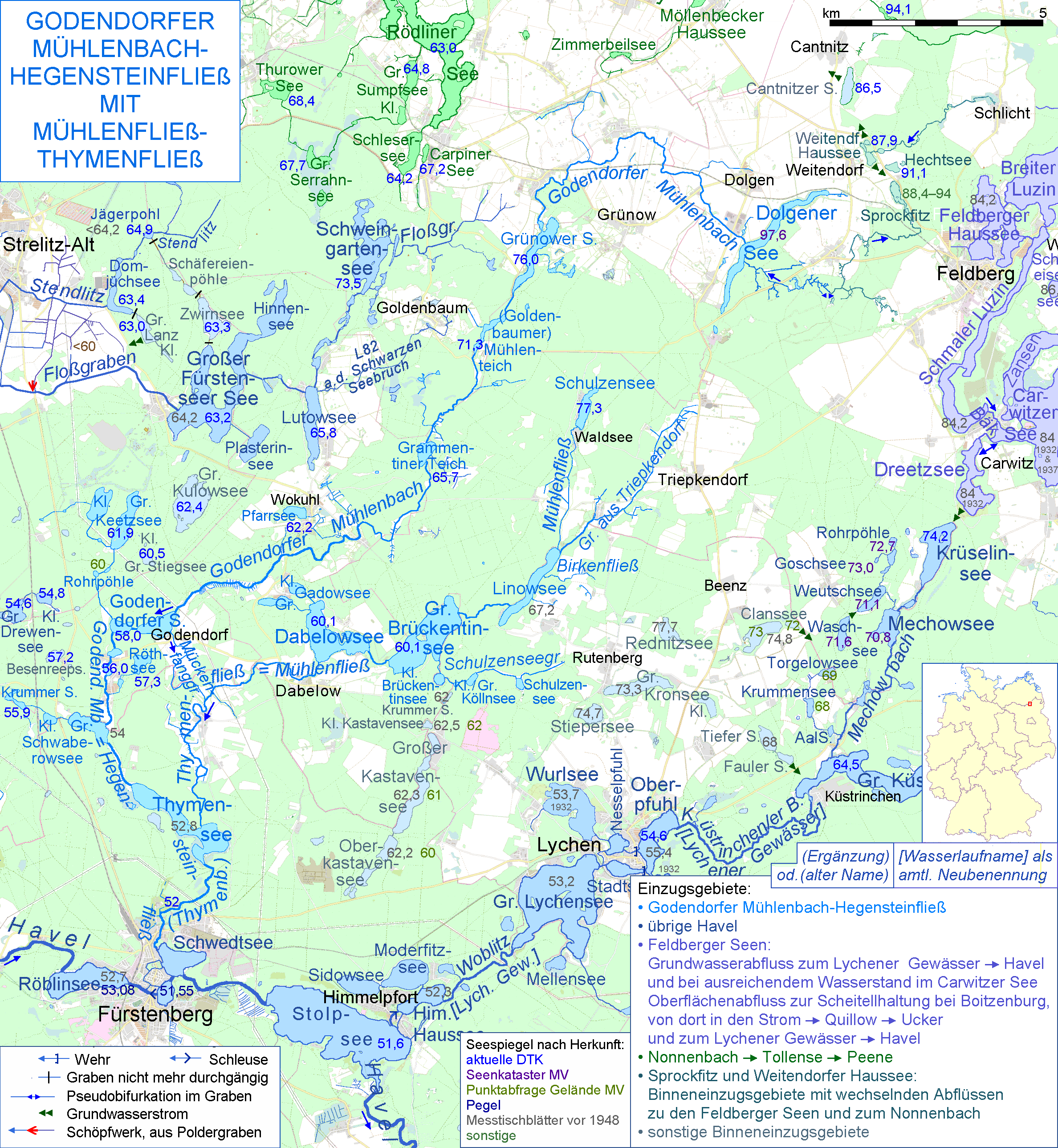
Der Dabelowsee im Verlauf des Mühlenfließes (MV)/Thymenfließes (BB)

## „Herzinsel“
Auf der „Herzinsel“ steht eine Hotelanlage mit südseitiger Anbindung an das Seeufer. Weil diese Anlage Insolvenz angemeldet hatte, ließ das Land Mecklenburg-Vorpommern die gesamte Insel im Landgericht Waren (Müritz) am 12. Juni 2017 zwangsversteigern. Drei Interessenten, darunter Jette Joop, boten mit. Schließlich wurde ein Anwalt aus Frankfurt am Main mit einer Kaufsumme von 1,7 Millionen Euro neuer Eigentümer, vertreten durch die Penney Business Limited Group. Nutzungspläne sind noch nicht bekannt geworden.